# محمد رايس
محمد رايس إندونيسي أُدين في مايو 2004 بتورطه في تفجير فندق ماريوت في 5 أغسطس 2003، والذي أسفر عن مقتل 12 شخصًا وإصابة أكثر من 150. هو عضو في الجماعة الإسلامية في جنوب شرق آسيا وصهر نور الدين محمد توب. التحق بمدرسة المكمن الإسلامية التي أسسها أبو بكر باعشير، وبينما كان في التدريب في أفغانستان كان مسؤولاً عن نقل الرسائل بين البشير وأسامة بن لادن.
قام ريس بنقل المتفجرات المستخدمة في الانفجار من عدة بلدات في سومطرة إلى العاصمة الإندونيسية جاكرتا في جزيرة جاوة، حيث تم استخدامها في القنبلة. كان مسؤولاً عن تجنيد المفجر الانتحاري، وصاغ أفضل صديق له من مدرسته الداخلية الإسلامية في نجروكي أسمر لاتيني ساني. اعتقل ريس في الشهر التالي للتفجير.
حكم عليه بالسجن لمدة سبع سنوات لدوره في عملية التفجير. خلال محاكمته قال رايس: لقد رأينا الهجوم على ماريوت كرسالة من أسامة بن لادن.